# Lakerlopen
Lakerlopen is een buurt in het stadsdeel Tongelre in de stad Eindhoven. De buurt ligt in het oosten van het Centrum, binnen de Ring. Het ligt in de wijk De Laak. Op 1 januari 2023 telde de buurt 3.225 inwoners, verdeeld over 1.649 woningen, met een gemiddelde WOZ-waarde van € 309.000, op een oppervlakte van 0,49 km². 

## Geschiedenis

### Herkomst naam
De naam Lakerlopen verwijst naar het stroompje de Lakerloop. Deze stroomde van Riel naar de Dommel. Ter hoogte van waar nu de Ruysdaelbaan is stroomde de Lakerloop door het gebied richting Rubenstraat en verder de Tongelresestraat over. Tegenwoordig is er niets meer van te zien.
In de volksmond werd het stroompje ook wel de strontsloot genoemd. Tijdens woningbouw in de jaren '20 waren er problemen met de aanleg van het riool, waardoor de Lakerloop tijdelijk fungeerde als een open riool.

### Algemeen
In de jaren twintig van de 20e eeuw maakte Louis Kooken het ontwerp voor een groot sociaal woningcomplex aan de kanaalzijde van de wijk. De Lakerlopen is een van de acht impulsbuurten van Eindhoven, Een impulsbuurt krijgt extra aandacht ter verbetering van leefbaarheid en veiligheid.